# دنيس غيلبرت
دنيس غيلبرت (بالإنجليزية: Dennis Gilbert)‏ هو عالم اجتماع أمريكي، ولد في 7 أكتوبر 1943.